# Traidor, inconfeso y mártir

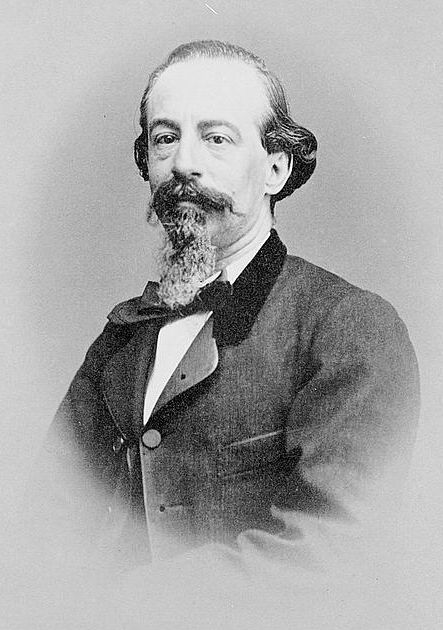

Traidor, inconfeso y mártir es una obra teatral del poeta español José Zorrilla (1817-1893). Su subtítulo es: «Drama histórico en tres actos y en verso». Se estrenó en Madrid, en el Teatro de la Cruz, el viernes 3 de marzo de 1849.

## La obra

La trama gira en torno a la figura histórica del rey Sebastián I de Portugal, el cual en la ficción lleva una vida clandestina como el pastelero de Madrigal con el objetivo de escapar del monarca español Felipe II. El rey Felipe se ha proclamado rey de Portugal por haber quedado el trono vacante tras la muerte del rey portugués don Sebastián en una batalla contra los moros. Pero hay rumores de que el rey portugués no murió en la batalla, y su supervivencia supone una amenaza a la legitimidad de la ocupación de trono portugués por el rey español. Por ello, cualquiera que pretenda ser el rey don Sebastián es tratado como impostor y traidor al trono. En consecuencia las autoridades españolas persiguen al pastelero, quien nunca confiesa ser el rey portugués, pero que termina siendo detenido sin resistencia y ejecutado en el patíbulo. De ahí los tres calificativos de traidor, inconfeso y mártir.
Zorrilla se inspira en acontecimientos reales pero los altera para lograr un mayor dramatismo. Las fuentes históricas confirman que Sebastián falleció en combate, pero varios personajes, incluido el pastelero Gabriel de Espinosa, intentaron usurpar su identidad. En el drama de Zorrilla, Espinosa no es un mero impostor sino el legítimo rey de Portugal, forzado por las condiciones al exilio y a la clandestinidad.
Esta fue una de las obras que más estimó su autor y en la que, según sus propias palabras, más esfuerzo y entusiasmo puso.

Es mi única obra dramática pensada, coordinada y hecha según las reglas del arte: sus dos primeros actos están confeccionados maestramente y tengo para mí que por ellos tengo derecho a que mi nombre figure entre los de los dramáticos de mi siglo.
José Zorrilla, Recuerdos del tiempo viejo.

No estaba tan contento con el tercer y último acto, en el que hace concesiones al gusto del público y de la época con una intrigua secundaria llena de componentes románticos: violación, matrimonio secreto, encierro en un convento, amor imposible, venganza y anagnórisis final. Son recursos dramáticos endebles y manidos, impropios de la originalidad del resto de la pieza. Pese a ello la obra, centrada sobre la sólida figura de Gabriel Espinosa, resultó un éxito y sirvió de culmen a la carrera de dramaturgo de Zorrilla, quien, tras escribir este drama, abandonó la producción teatral durante varios años.

## Personajes

### Principales
- Gabriel Espinosa, pastelero en Madrigal, presunto rey don Sebastián y eje vertebral de la obra.
- Doña Aurora, diecisiete años, hija aparente de Gabriel Espinosa.
- Don Rodrigo de Santillana, alcalde de corte y juez de instrucción, y perseguidor del presunto impostor Gabriel Espinosa.
- Don César de Santillana, capitán de los tercios, hijo del anterior. LLeva tiempo espiando y vigilando los pasos de Gabriel Espinosa. Pretendiente no correspondido de doña Aurora.

### Secundarios
- El marqués de Tavira, noble portugués que reconoce a Gabriel como el rey don Sebastián.
- Arbués, criado ya mayor que acompaña y sirve a Gabriel y Aurora.
- Burgoa y Nao d’Andrade, de origen portugués, posadero en Valladolid.
- Otros papeles de relleno, con escasa o nula intervención hablada, como un escribano, un cura, un verdugo, alguaciles, criados y soldados.

## Argumento

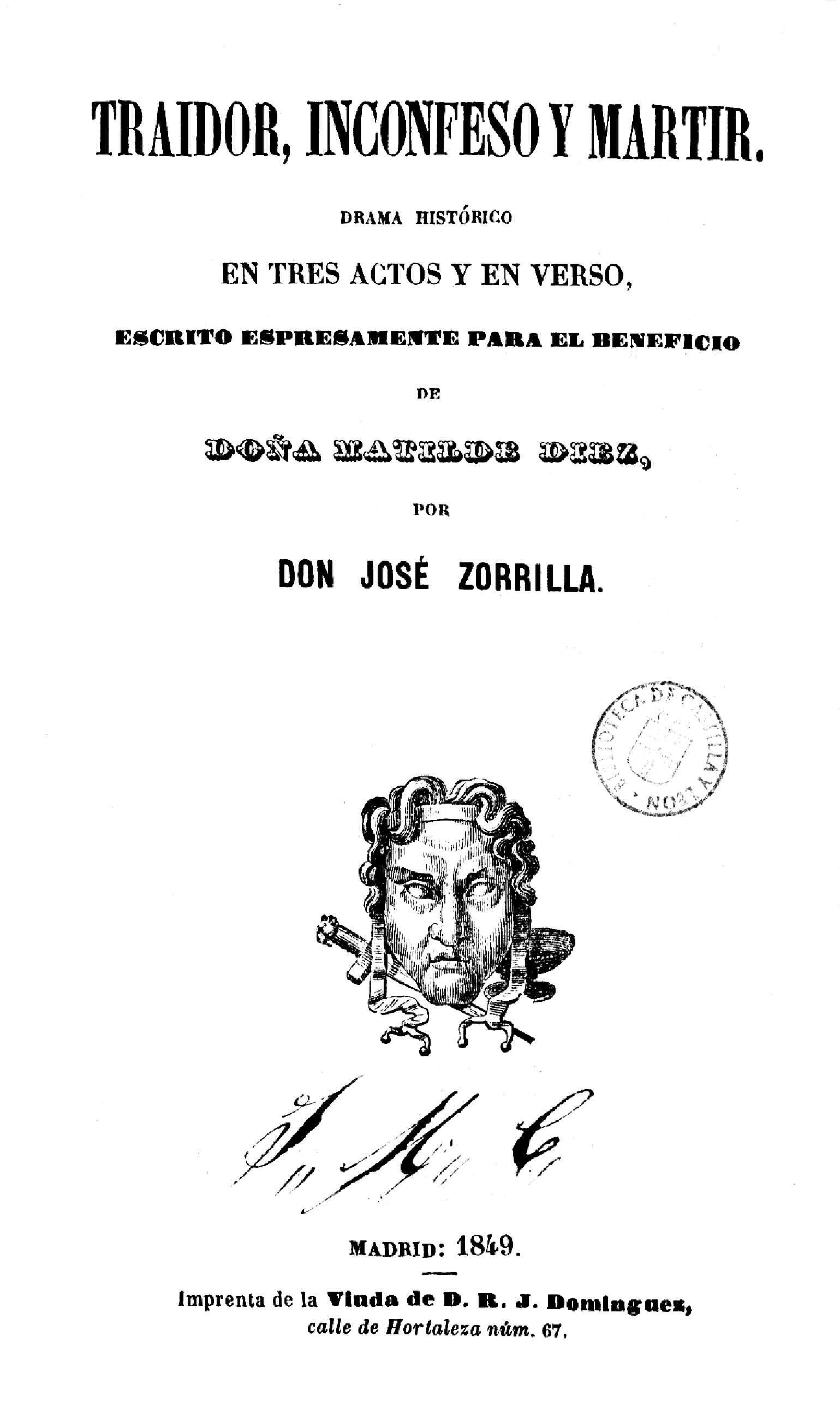
Portada de la primera edición de Traidor, inconfeso y mártir

### Acto I
- Escenas I a V: En una posada de Valladolid, el posadero Burgoa recibe una tras otra tres peticiones de reservar la posada entera, corriendo con todos los gastos, para unos viajeros que están a punto de llegar. Quienes lo piden son: primero, el marqués de Tavira; luego, don César de Santillana, y por último, don Rodrigo de Santillana, en nombre del rey.
- Escenas VI a X: Llegan a la posada el criado Arbués y doña Aurora. Gabriel se retrasa y no llega con ellos. Don César trata de sonsacar de Arbués la auténtica identidad del pastelero Gabriel de Espinosa.
- Escenas XI a XIII: Don César confiesa su amor a doña Aurora, pero es rechazado por ella.
- Escenas XIV y XV: Aparece por fin Gabriel en escena, tras el suspense de todas las escenas anteriores en las que se habla de él pero no se le ve. Don César le comenta el rechazo de doña Aurora, y sigue tratando de averiguar la auténtica identidad de Gabriel, sin resultados.
- Escenas XVI y XVII: Aparece don Rodrigo con varios soldados y procede a detener a Gabriel como presunto impostor. Gabriel no opone ninguna resistencia.

### Acto II
- Escenas I a VI:[5] Don Rodrigo sospecha que el pastelero Gabriel es realmente el rey don Sebastián, y lo interroga. Gabriel se muestra opaco y enigmático en sus respuestas y logra dejar perplejo a don Rodrigo.
- Escenas VII a IX: El marqués de Tavira identifica taxativamente a Gabriel como el rey don Sebastián, pero el pastelero rechaza el testimonio como trampa previamente preparada. Ante la sospecha de tener efectivamente en sus manos al rey portugués, don Rodrigo decide entonces trasladar a los viajeros a la cárcel de Medina del Campo y confía el traslado a su hijo don César.
- Escenas X a XIII: Don César, por amor a doña Aurora, ofrece dejar escapar al padre y a la hija, pero Gabriel rechaza dignamente el ofrecimiento.

### Acto III
- Escenas I a IV: Tres meses después, en la cárcel de Madrigal, el juez don Rodrigo de Santillana recibe del rey la confirmación de la sentencia de muerte dictada contra Gabriel Espinosa. Doña Aurora es absuelta.
- Escenas V a IX: Don Rodrigo decide ejecutar en una hora la sentencia. Don César pide la mano de Aurora a Gabriel, su pretendido padre, que responde con un fragmentario relato en el que se da a entender que Aurora no es hija suya, sino de un padre solo conocido por él. Les deja un relicario y un sobre de documentos que solo deben abrir tras su muerte, prevista en pocos minutos.
- Escenas X y XI: Gabriel es ejecutado en la plaza de Madrigal. Abierto el relicario se demuestra que Gabriel era el auténtico rey don Sebastián. Abierto el sobre, se revela que doña Aurora es hija natural de don Rodrigo, y por tanto medio hermana de don César. El amor entre ambos se hace imposible, y por otro lado doña Aurora rechaza a su recién revelado padre, ante la consternación de ambos Santillanas.

## El drama

### Precedentes
Los principales hechos narrados son reales: Hubo un Gabriel de Espinosa que fue pastelero en el pueblo de Madrigal, y que fue ejecutado en 1596. Existen documentos en el Archivo de Simancas, durante mucho tiempo considerados secretos por afectar a la casa real, que prueban la historicidad del personaje y el proceso contra él suscitado. 
La literatura se inflamó pronto con la noticia de la posible supervivencia del rey don Sebastián y su rápida eliminación como impostor, y casi desde la ejecución del pastelero aparecen noticias en el Romancero y en diversos cancioneros. Lope de Vega fue el primero que la llevó al teatro en su Tragedia del rey don Sebastián y Bautismo del príncipe de Marruecos, hacia 1604.
El precedente más directo del drama de Zorrilla fue la novela romántica Ni rey ni roque, de Patricio de la Escosura, publicada en 1835, basada en parte en una historia anónima publicada en Jerez, en 1683, por el impresor Juan Antonio de Tarazona, en la que Gabriel de Espinosa es presentado claramente como impostor.

### Dilema trágico
Zorrilla no parece haber conocido la Historia de Jerez, aunque sí la novela de Escosura, y decide invertir la historia del impostor que se hace pasar por rey. En su lugar, al final de la obra, identifica claramente a Gabriel con el rey don Sebastián. Con ello consigue intensificar la carga dramática del personaje, que lejos de ser un impostor aparece como un rey que se finge pastelero, consciente de que la recuperación de su trono se ha vuelto un empeño políticamente imposible. Por ello acepta trágicamente su martirio como única salida a su situación:

... si yo fuera

el rey don Sebastián, morir debía

por la quietud del reino, y mi alma entera

ser mártir a ser rey preferiría.

Si soy un impostor, y perjudico

con mi existencia la quietud de España,

debo morir también;

[...]

... morir debo,

si no por Sebastián, por Espinosa;

Acto III, escena IX.

Este es el dilema trágico en el que se encuentra atrapado Gabriel-don Sebastián: tanto si es rey como si es impostor, el único destino que le cabe es morir, ya que no hay lugar para él en el mundo en cualquiera de sus dos identidades. Y de esto es muy consciente Gabriel, que parece tener necesidad de ser detenido y ajusticiado. Este final aceptado se reviste con la altiva negativa a corfirmar o desmentir su identidad, que termina desarbolando la confianza de su perseguidor don Rodrigo, que al final procede a ordenar su ejecución más por razón de estado que por convicción de juez.